# پیکو داس تورس
پیکو داس تورس (به پرتغالی: Pico das Torres) یک کوه در پرتغال است که در مادیرا واقع شده‌است. پیکو داس تورس ۱٬۸۵۳ متر بالاتر از سطح دریا واقع شده‌است.